# Manfred Schmid (Rennrodler)
Manfred Schmid (* 6. Juni 1944 in Liezen, Steiermark) ist ein österreichischer Olympiasieger im Rennrodeln.

## Werdegang
Der gelernte Maschinenschlosser begann seine internationale Karriere als 12-Jähriger 1957, als er bei einem  Rodelrennen in Rottenmann in Anwesenheit erfolgreicher Landsleute erstmals die Bestzeit erreichte. Bei der Junioren-Europameisterschaft 1960 gewann er mit seinem Partner Anton Feldhammer, zwei Jahre später wiederholte er den Titel gemeinsam mit seinem Partner Manfred Rohrer. Zwei Jahre später startete Schmid bei seinen ersten Olympischen Winterspielen 1964 in Innsbruck und erreichte im Einsitzer nach vier Läufen den neunten Rang.
Bei den Rennrodel-Weltmeisterschaften 1967 in Hammarstrand gewann Schmid mit seinem Partner Ewald Walch die Silbermedaille im Zweisitzer hinter dem Team aus der DDR Klaus-Michael Bonsack und Thomas Köhler. Im gleichen Jahr gewann er zudem das Rennen im Doppelsitzer beim Großen Preis von Österreich. Nachdem er im Folgejahr 1968 im Doppelsitzer Österreichischer Staatsmeister wurde und mit Walch auch den Sieg beim Großen Preis von Österreich errang, gewann er bei den Olympischen Winterspielen 1968 in Grenoble die Goldmedaille im Einsitzer und die Silbermedaille im Doppelsitzer.
Schmid kam als Amateur zu den Spielen und nahm sich unbezahlten Urlaub, um daran teilnehmen zu können. Trotz wechselnder Wetterverhältnisse und sehr hoher Lufttemperaturen fand er sich auf der Bahn von Villard-de-Lans gut zurecht und war in den Trainingsläufen immer unter den Besten platziert.
Am Tag vor dem Wettbewerb im Einsitzer erfuhr Manfred Schmid vom Tod seines Vaters. Trotzdem ging er am nächsten Morgen an den Start und fuhr im ersten Lauf eine überragende Bestzeit, die die Grundlage für den späteren Olympiasieg war. Er gewann die Goldmedaille vor den beiden ostdeutschen Rennrodlern Thomas Köhler und Klaus-Michael Bonsack. Seine Goldmedaille blieb 50 Jahre lang die einzige eines Österreichers im Einsitzer – erst in Pyeongchang 2018 konnte David Gleirscher diese Durststrecke beenden.
Gemeinsam mit seinem Partner Ewald Walch aus Tirol gewann er am Schlusstag der Olympischen Winterspiele noch die Silbermedaille im Doppelsitzer hinter Thomas Köhler und Klaus-Michael Bonsack, die Schmid und Walch ja bereits bei den Weltmeisterschaften 1967 knapp schlagen konnten. Nach den Spielen erhielt er für seine Erfolge den Ehrenring der Stadt Liezen.
Bei den Rennrodel-Weltmeisterschaften 1969 auf der Kombinierten Kunsteisbahn am Königssee errang Schmid mit Walch seinen ersten Weltmeistertitel im Doppelsitzer und gewann zudem Silber im Einsitzer. Noch im gleichen Jahr feierte Schmid zudem einen ersten und einen zweiten Platz im Einsitzer und zwei Siege im Doppelsitzer mit Partner Feistmantl in Lake Placid. Bei den Rennrodel-Weltmeisterschaften 1971 in Olang wurde Schmid Siebenter im Einsitzer und gewann im Doppel erneut Silber. Ein Jahr später bei den Rennrodel-Europameisterschaften 1972 in Königssee wurde er Fünfter im Einsitzer sowie Fünfter im Doppelsitzer mit Partner Walch.
Bei den Olympischen Winterspielen 1972 in Sapporo fuhr Schmid im Einsitzer und im Zweisitzer auf den siebenten Rang. Bei den Rennrodel-Weltmeisterschaften 1973 in Oberhof wurde Schmid Siebenter im Doppelsitzer mit Reinhold Sulzbacher. Knapp zwölf Monate später bei den Rennrodel-Weltmeisterschaften 1974 am Königssee erreichte er Rang acht im Einsitzer und Rang neun im Doppelsitzer.  Bei den Rennrodel-Weltmeisterschaften 1975 errang er Silber im Einsitzer. Im Doppelsitzer startete er nicht. Zuvor hatte er zudem die Silbermedaille im Einsitzer bei den Rennrodel-Europameisterschaften 1974 errungen.
Bei den Olympischen Winterspielen 1976 in Innsbruck kam er über den fünften Rang nicht hinaus.
Beim neu geschaffenen Rennrodel-Weltcup 1977/78 wurde Schmid am Ende der Saison nach guten Leistungen Dritter in der Einsitzer-Gesamtwertung, punktgleich mit dem Deutschen Gerhard Böhmer. Zuvor hatte er bei den Rennrodel-Europameisterschaften 1978 als Vierter die Medaillenränge nur knapp verpasst.
Schmid erhielt 1996 das Goldene Ehrenzeichen für Verdienste um die Republik Österreich.

## Erfolge

### Olympische Winterspiele
- Innsbruck 1964: 9. Rang im Einsitzer
- Grenoble 1968: Gold im Einsitzer und Silber im Doppelsitzer
- Sapporo 1972: 7. Rang im Doppelsitzer und im Einsitzer
- Innsbruck 1976: 5. Rang im Doppelsitzer und im Einsitzer

### Rennrodel-Weltmeisterschaften
- Hammarstrand 1967: Silber im Doppelsitzer
- Königssee 1969: Gold im Doppelsitzer und Silber im Einsitzer
- Olang 1971: 7. Rang im Einsitzer, Silber im Doppelsitzer
- Oberhof 1973: 7. Rang im Doppelsitzer
- Königssee 1974: 8. Rang im Doppelsitzer und 9. im Doppelsitzer

### Rennrodel-Europameisterschaften
- Königssee 1972: 5. Rang im Einsitzer und im Doppelsitzer
- Imst 1974: Silber im Einsitzer
- Hammerstrand 1978: 4. Rang im Einsitzer

## Auszeichnungen (Auszug)
- 1968: Ehrenring der Stadt Liezen
- 1996: Ehrenzeichen für Verdienste um die Republik Österreich[2]